# Réz-hegység
A Réz-hegység (régi magyar neve Igyfan-erdő, románul Munții Plopiș) az Erdélyi-középhegység, vagy más néven Erdélyi-szigethegység északnyugati részén fekszik. Tulajdonképpen a Bihar-hegység egyik északnyugati oldalága, mely Szilágy és Bihar megye határán húzódik a Szilágyság és a Sebes-Körös között északról délkelet felé.

## Fekvése
A Réz-hegység északi mellékágai a Berettyó és a Kraszna völgyébe nyúlnak le.
Keleten a Csucsa és Perje közötti  669 méter magasságú Plopis-hágó választja el a Meszes-hegységtől, délen a Sebes-Körös, nyugat felé a hegység mindinkább alacsonyodó kiágazásai Szalárd és Nagyvárad határáig húzódnak.

## Földrajza
A Bihar és Szilágy megye határán húzódó hegység lapos tetői és hátai sehol sem érik el az 1000 méteres tengerszint feletti magasságot.
Legmagasabb csúcsai a 918 méter magasságú Magura és ezt követi az Almácska-tető a 882 méteres magasságával.
A hegység felszíne meglehetősen lapos, központi részének lapos tetői és hátai egy kréta kori tönkfelszín maradványai. Letarolt, hullámos felszínének rossz lefolyású, sekély mélyedéseiben lápok bújnak meg. A felszínt helyenként több tíz méter vastagságú mállási réteg borítja, keletkezésének valószínű ideje az óharmadidőszak lehetett.
A hét-nyolcszáz méter magasra emelt triász kori rétegek sekély, tálszerű mélyedéseibe beszivárgó vizek változatos karsztformákat alakítottak ki. A felszíne alatt összegyűlt víz részben a Sebes-Körös vízrendszeréhez kapcsolódó Seredos-völgyi karsztforrás felé áramlik, részben pedig a Berettyó forrásait táplálja.
A hegység féloldalasan kiemelt rögvonulata észak felé dől, ezért a hegység hosszabb és nagyobb vízhozamú vízfolyásai mint például a Bisztra és a Gyepes-patak ugyancsak a Berettyót táplálják.
Legalacsonyabb peremét Valkóváralja mellett, a Várhegy alatti völgyben töri át az itt még alig pataknyi Berettyó folyó. Itt a meredek hegyoldalak közé szorított vízfolyásnak hegyipatak jellege van.

## Növény- és állatvilága
- Éger- és bükkerdők

## Nevezetességei
- Sólyomkővár
- Valkó vára
- A Berettyó forrásvidéke